# Teorema lui Earnshaw
Teorema lui Earnshaw formulată în 1842 spune că „o distribuție statică, stabilă de sarcini electrice este practic imposibilă”. Așadar electronii din componența atomilor și moleculelor nu pot forma sisteme statice stabile. Atomii și moleculele nu pot avea decât sisteme dinamice de sarcini electrice. Această teoremă este o ilustrare a tezei filozofice care spune că „mișcarea este condiția fundamentală de existență a materiei în echilibru”. 

## Capacitatea electrică. Energia câmpului electric

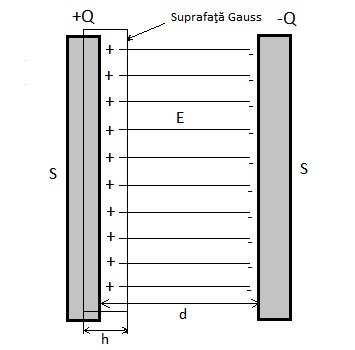
Condensator electric.

Condensatoarele sunt elemente electronice pasive anume construite pentru a înmagazina o mare cantitate de electricitate (sarcina electrică). Fie un condensator plan format din două plăci metalice (armăturile) plan paralele de arie S fiecare, aflate la distanța d una de cealaltă. Dacă conectăm cele două armături la o sursă electrică, plăcile se vor încărca cu sarcinile +Q și respectiv -Q. Dacă d este suficient de mic comparație cu dimensiunile armăturilor, câmpul electric creat între ele poate fi considerat uniform, ceea ce înseamnă că liniile de câmp sunt paralele și uniform distribuite. În aceste condiții poate fi neglijată deformarea câmpului electric la capete. Se poate calcula capacitatea acestui condensator folosind teorema lui Gauss. Se construiește suprafața Gauss (indicată în figura alăturată). Fluxul electric al intensității E este nul pe suprafața Gauss aflată la mijlocul plăcii din cauză că intensitatea câmpului electric din interiorul unui conductor metalic ce conține sarcină electrică constantă este nulă. Fluxul lui E pe suprafețele de la capete este tot nul în măsura în care câmpul electric poate fi considerat nedeformat la extremitățile condensatorului. 
Φ = E×S = Q / ε (1)
unde
E = U / d
Q = C×U
rezultă C = Q / U = ε×S / d
Procesul de încărcare a unui condensator cu o sarcină Q (până când diferența de potențial dintre armături devine U) poate fi imaginat ca transportul unei sarcini infinitezimale dQ = C×dU de la o armătură pe alta, ceea ce duce la ridicarea tensiunii cu dU. Pentru acest proces se efectuează un lucru mecanic infinitezimal δL = U×dQ care va duce la o creștere cu dW a energiei electrostatice a condensatorului. 
Energia finală va fi:
{\displaystyle W=\int _{q=0}^{Q}U{\text{d}}q=\int _{q=0}^{Q}{\frac {q}{C}}{\text{d}}q={1 \over 2}{Q^{2} \over C}={1 \over 2}CU^{2}={1 \over 2}UQ.} (2)
Ținând cont că C = ε×S / d și U = E×d, expresia energiei devine:
Wes = ε×E2×S×d / 2 = ε×E2×V / 2 , densitatea volumică de energie fiind:
wes = ε×E2 / 2 = E•D / 2
Formula (1) leagă energia condensatorului de sarcina înmagazinată pe armături, iar expresiile din formula (2) de intensitatea câmpului electric dintre armături. Cine este purtătorul energiei electrostatice? Sarcinile electrice de pe armături sau câmpul? Electrostatica (care studiază câmpurile constante în timp create de sarcinile imobile) nu poate da un răspuns concret. Câmpurile constante nu pot exista decât pe baza sarcinilor care le creează. Câmpurile variabile în timp însă pot exista independent de sarcini și se propagă prin spațiu sub formă de unde electromagnetice, unde care transportă energie. Se poate considera deci că purtătorul energiei electrice este câmpul.
Deoarece câmpul e produs și legat de sarcinile electrice, energia W poate fi considerată ca energie de interacție dintre acestea. Pe baza acestor considerente se poate analiza problema stabilității sistemelor formate din sarcini mobile. Cum substanțele, la scară microscopică, sunt formate din sarcini, se pune problema dacă sunt posibile configurații formate din particule încărcate, imobile unele față de altele, care să reprezinte atomi, molecule, etc., și în care să nu acționeze forțele electrostatice. Instabilitatea unui sistem simplu, de două sarcini punctiforme este evidentă: sarcinile de același semn se resping la infinit, iar cele de semn contrar se atrag, ciocnesc și se neutralizează reciproc. Generalizând un astfel de experiment, Ernshaw a demonstrat teorema care îi poartă numele.